# Kościół Podwyższenia Krzyża Świętego w Wysiołku Luborzyckim
Kościół Znalezienia i Podwyższenia Krzyża Świętego – rzymskokatolicki kościół parafialny (parafia pw. Podwyższenia Krzyża Świętego w Luborzycy) znajdujący się w Wysiołku Luborzyckim, w gminie Kocmyrzów-Luborzyca, w powiecie krakowskim.
Dekretem biskupa Augustyna Łosińskiego z dnia 1 VIII 1911 roku, wydzielono z dekanatu miechowskiego dekanat luborzycki diecezji Kieleckiej.

## Historia
Pierwszy kościół, którego budowa trwała w latach 1218–1229, został ufundowany przez biskupa krakowskiego Iwo Odrowąża. Była to prawdopodobnie budowla drewniana, która została doszczętnie spalona podczas I najazdu mongolskiego (tatarskiego) w 1241 roku. Odbudowany kościół został zniszczony podczas II najazdu mongolskiego na przełomie lat 1259 i 1260.
15 czerwca 1401 roku biskup krakowski Piotr Wysz przekazał m.in. beneficjum luborzyckie na rzecz Wydziału Teologicznego Uniwersytetu Krakowskiego, a 3 lutego 1404 roku na rzecz całego Uniwersytetu. Decyzję tę zatwierdził dopiero 27 października 1419 roku papież Marcin V, a ostatecznie sprawa fundacji została uregulowana prawnie 28 października 1422 roku przez kolejnego biskupa krakowskiego Wojciecha Jastrzębca. Była to jedna z najważniejszych decyzji w dziejach parafii, która związała jej losy na kolejnych blisko 400 lat z krakowską uczelnią. Odtąd jej proboszczowie mieli wywodzić się wyłącznie spośród wykładowców Uniwersytetu.
Pierwszym z nich w 1422 roku został Mikołaj Hinczowicz, rektor Uniwersytetu Krakowskiego (w 1412), podskarbi króla Władysława Jagiełły. Ufundował on istniejący do dziś kościół murowany, zbudowany w stylu późnogotyckim, którego konsekracja miała miejsce około 1433 roku. To dzięki Hinczowicowi do luborzyckiej świątyni trafiły zabytki sztuki romańskiej: antaba z brązu datowana na przełom XII i XIII w. oraz kielich częściowo sprzed 1231 roku.
Około 1534 roku Janusz Kośmirzowski herbu Gryf, właściciel Kocmyrzowa, jeden ze świeckich darczyńców parafii, ofiarował jej dwie srebrne ampułki w kształcie konewek. Są one uznawane za jedne z najstarszych tego rodzaju zabytków w Polsce oraz najcenniejszych zabytków sztuki liturgicznej znajdujących się w Luborzycy.
W 1589 roku proboszczem kościoła w Luborzycy został inny rektor Uniwersytetu Mikołaj Prus Dobrocieski. Przekazał on parafii późnogotycką monstrancję wieżyczkową z kościoła św. Agnieszki w Krakowie, wykonaną prawdopodobnie w latach 1460–1470 (będącą najstarszym tego typu zabytkiem w Polsce) oraz późnorenesansowy kielich wykonany ok. 1593 roku.
Główny ołtarz kościoła ufundował z kolei ksiądz Andrzej Lipiewicz (rektor w latach 1775–1777), który był luborzyckim proboszczem w latach 1762–1772.

## Architektura
Murowany z kamienia i cegły, jednonawowy, z rokokowym chórem, posiadający dwie kruchty.
Przy parafii od 1885 roku działa Orkiestra Dęta Kosynierzy z Luborzycy .

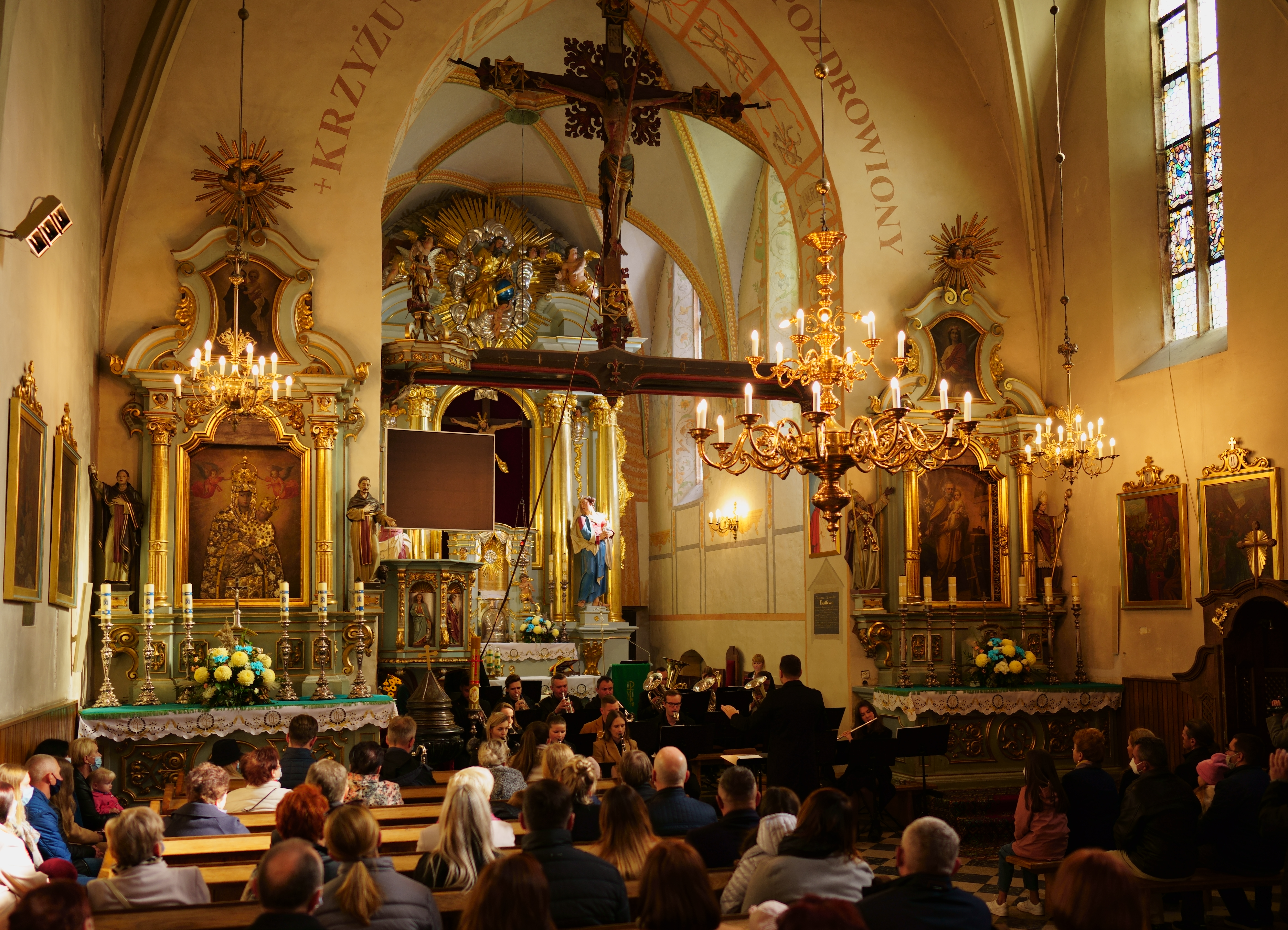
Występ orkiestry dętej Kosynierzy w 2021 roku
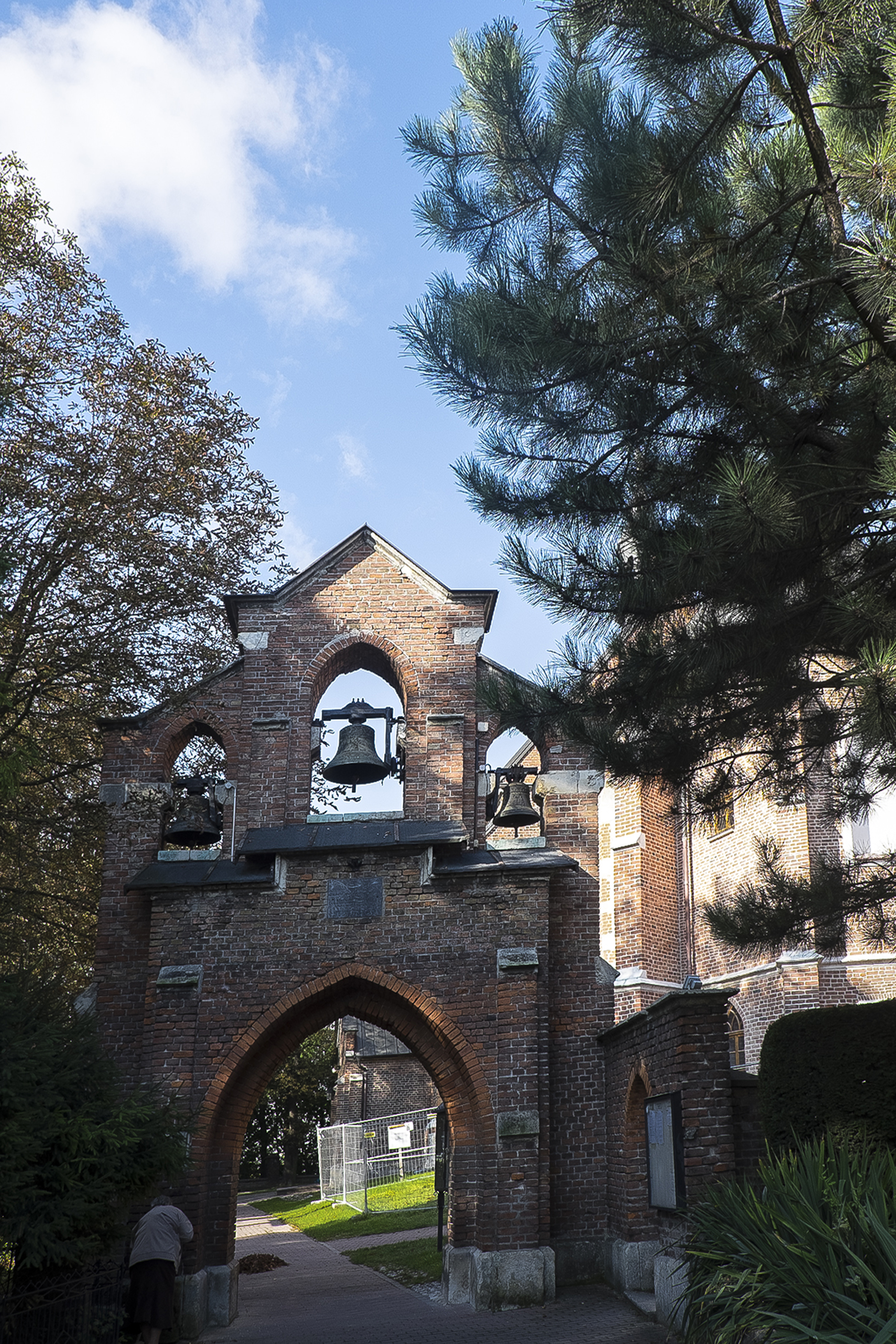
Dzwonnica